# 平沼専蔵

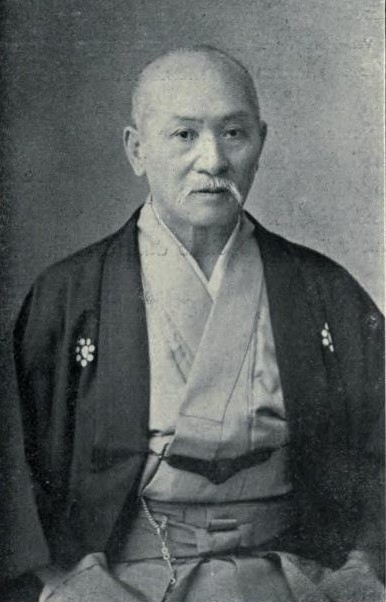
平沼専蔵

平沼 専蔵（專藏、ひらぬま せんぞう、1836年2月18日（天保7年1月2日）- 1913年（大正2年）4月6日）は、日本の相場師・実業家・政治家。衆議院議員、貴族院多額納税者議員。幕末明治に横浜での生糸取引や金融で財を成した。

## 経歴
武蔵国高麗郡飯能村（のち埼玉県入間郡飯能町、現飯能市）で、平沼安兵衛の三男として生まれる。7歳で足袋屋へ奉公に出る。安政6年（1859年）千住宿の材木商に移り、さらに横浜本町の海産物商明石屋平蔵商店に勤めた。
慶応元年（1865年）に独立し本町4丁目に羅紗・唐桟の取引商を始めた。1878年（明治11年）生糸売込問屋芝屋清五郎商店の業務を引き継いで、土地売買、株式投資にも事業を拡大した。1890年（明治23年）横浜銀行、金叶貯蓄銀行（のち平沼貯蓄銀行、1910年解散）を、1911年（明治44年）に平沼銀行を設立して、各頭取に就任した。その他、横浜引取所歩合金取締役、第二十七国立銀行取締役、横浜共同電灯会社取締役、東京瓦斯紡績取締役、横浜蚕糸銀行取締役、日本絹綿紡績会社取締役、横浜株式取引所頭取、横浜洋糸織物引取商組合頭取、横浜綿糸織物引取商組合頭取、横浜商業会議所議員などを務めた。
政界では、神奈川県会議員、横浜市会議員、同参事会員、横浜市水道事務所長などを歴任。1900年（明治33年）11月29日、補欠選挙で互選され貴族院多額納税者議員に就任したが、華族に対する高利貨としての悪評により華族議員を中心とした同僚議員からの忌避のため、1901年（明治34年）9月16日、議員を辞職した。1902年（明治35年）8月、第7回衆議院議員総選挙で神奈川県横浜市選挙区から立憲政友会所属で出馬して当選し、衆議院議員を1期務めた。
また、1911年（明治44年）武蔵野鉄道（西武鉄道）が池袋と飯能間の鉄道を計画し、その大株主となって初代社長を務めた。

## 逸話
- 「強欲非道の高利貸」との批判を受けていたが[4]、1898年（明治31年）に私立平沼小学校を創設して貧困層の子弟の教育に尽くすなど慈善事業を行った[4][7]。
- 晩年財産を四分して、自分、実子の八太郎、庶子の久三郎、養子の平沼延治郎（延次郎）とで分けた[11]。

## 家族
- 二男・平沼八太郞 (1869年生) - 洋糸商[12]
- 三男(庶子)・平沼久三郞 (1892年生) -  平沼銀行役員。岳父に若尾民造[13]。養子の光平は若尾璋八の四男で、その岳父に大橋新太郎[11]。
- 養子・平沼延治郎 (1865-1907) - 滝兵右衛門の二男。実弟に滝信四郎。横浜銀行役員[14]。横浜蚕糸外四品取引所の理事長を務めるなど、原富太郎（原善三郎の娘婿）、茂木保平（茂木惣兵衛の娘婿）と並んで「ハマの三養子」と呼ばれた横浜財界期待の人物だったが、株の大暴落で破綻し、耶馬溪で投身自殺した[11][15]。
- 孫・平沼義太郎（1896年生） - 延治郎の長男[16]。地主。17歳で家督を継ぎ、東京暁星中学（旧制）を経て米国へ留学[17]。
- 孫・平沼覚治郎（1897年生） - 義太郎の弟。江ノ島電鉄代表取締役[11]。

## 栄典
- 1889年（明治22年）2月21日 - 金製黄綬褒章[18]